# Mount Morris (Michigan)
Mount Morris é uma cidade localizada no estado americano de Michigan, no Condado de Genesee.

## Demografia
Segundo o censo americano de 2000, a sua população era de 3194 habitantes.
Em 2006, foi estimada uma população de 3288, um aumento de 94 (2.9%).

## Geografia
De acordo com o United States Census Bureau tem uma área de
3,1 km², dos quais 3,1 km² cobertos por terra e 0,0 km² cobertos por água.

## Localidades na vizinhança
O diagrama seguinte representa as localidades num raio de 16 km ao redor de Mount Morris.